# Chiesa di Santa Margherita (Balmuccia)
La chiesa di Santa Margherita è la parrocchiale di Balmuccia, in provincia di Vercelli e diocesi di Novara; fa parte dell'unità pastorale dell'Alta Valsesia.

## Storia
Non si conosce l'epoca in cui sorse la chiesa di Santa Margherita di Balmuccia, ma certamente era già esistente nel Quattrocento, essendo venuti alla luce, alla fine del Novecento, alcuni affreschi risalenti al quel secolo.
Nel 1584 la chiesa fu eretta a parrocchiale, rendendosi indipendente dalla matrice di Scopa, e sei anni dopo ricevette in visita del vescovo di Novara Cesare Speciano, il quale annotò che essa era dotata di due campane poste sulla facciata, che si componeva di un'unica navata con abside e che era priva di cappelle.
Negli anni successivi l'abside venne rimodellata secondo una pianta poligonale a otto lati e nel 1616 fu costruita la cappella laterale della Madonna del Rosario, mentre dopo quale tempo si procedette all'aggiunta di quella di San Marco; nel 1697 si provvide a modificare nuovamente l'area absidale.
Nel Settecento la chiesa venne interessata da alcuni rimaneggiamenti, mentre in un periodo compreso tra la seconda metà e il 1821 furono aggiunte le due cappelle laterali di Santa Lucia e di Sant'Anna.

## Descrizione

### Esterno
La semplice facciata a capanna della chiesa, rivolta a sudovest, presenta centralmente il portale d'ingresso, protetto dal protiro sorretto da due colonne poggianti su alti basamenti, e sopra una finestra.
Annesso alla parrocchiale è il campanile a base quadrata, la cui cella presenta su ogni lato una monofora a tutto sesto ed è coperta dal tetto a quattro falde. 

### Interno
L'interno dell'edificio si compone di un'unica navata, sulla quale si affacciano le cappelle laterali; al termine dell'aula si sviluppa il presbiterio, rialzato di alcuni gradini e chiuso dall'abside poligonale.
Qui sono conservate diverse opere di pregio, tra le quali l'affresco con soggetto la Vergine in trono tra due Santi, risalente al XV secolo, lacerti di affreschi quattrocenteschi raffiguranti rispettivamente l'Ultima cena e la Messa di san Gregorio.